# Station Malce
Station Malce is een spoorwegstation in de Poolse plaats Nisko.